# 普勞德島
普勞德島（英語：Proud Island），是南極洲的島嶼，位於南喬治亞群島，屬於威利斯群島的一部分，由英國南極名稱諮詢委員會命名，由英國海外領土管轄。